# Qorlortoq
Qorlortoq (o Qordlortoq) è un villaggio della Groenlandia di 6 abitanti (gennaio 2005). Si trova a 61°12'N 45°31'O; appartiene al comune di Kujalleq.